# Guthriea
Guthriea é um género botânico pertencente à família Achariaceae, composto por uma única espécie.

## Espécie
- Guthriea capensis